# NGC 5293
NGC 5293 ist eine 13,1 mag helle Spiralgalaxie vom Hubble-Typ Sc im Sternbild Bärenhüter am Nordsternhimmel. Sie ist schätzungsweise 259 Millionen Lichtjahre von der Milchstraße entfernt und hat einen Durchmesser von etwa 140.000 Lj.
Das Objekt wurde am 21. März 1784 von Wilhelm Herschel entdeckt, der sie dabei mit „extremely faint, very large with mottled appearance“ beschrieb.